# کریستوفانو آلوری
کریستوفانو آلوری (ایتالیایی: Cristofano Allori)‏(۱۷ اکتبر ۱۵۷۷ – ۱ آوریل ۱۶۲۱) یک نقاش پرتره ایتالیایی در اواخر دوران مکتب فلورانس بود، آلوری در فلورانس متولد گردید و اولین درس‌های خود را در نقاشی نزد پدرش، الساندرو آلوری فرا گرفت، اما تبدیل شدن به طراحی با شیوهٔ تشریحی سخت و رنگ آمیزی سرد که شیوهٔ آموزش پدرش بود او را راضی نمی‌کرد،
آلوری وارد استودیوی گرگوریو پاگانی، که یکی از رهبران مدرسه فلورانس بود گردید، پاگانی از جمله استادانی بود که به دنبال متحد کردن رنگ آمیزی غنی ونیزی با توجه به هنر و رسم فلورانس بود، آلوری همچنین به نظر می‌رسد که مدت زمانی را تحت نظر کیگولی کار کرده است، یکی از مشهورترین آثار هنری وی تابلوی جودیت و سر هولوفرنس می‌باشد

## نگارخانه

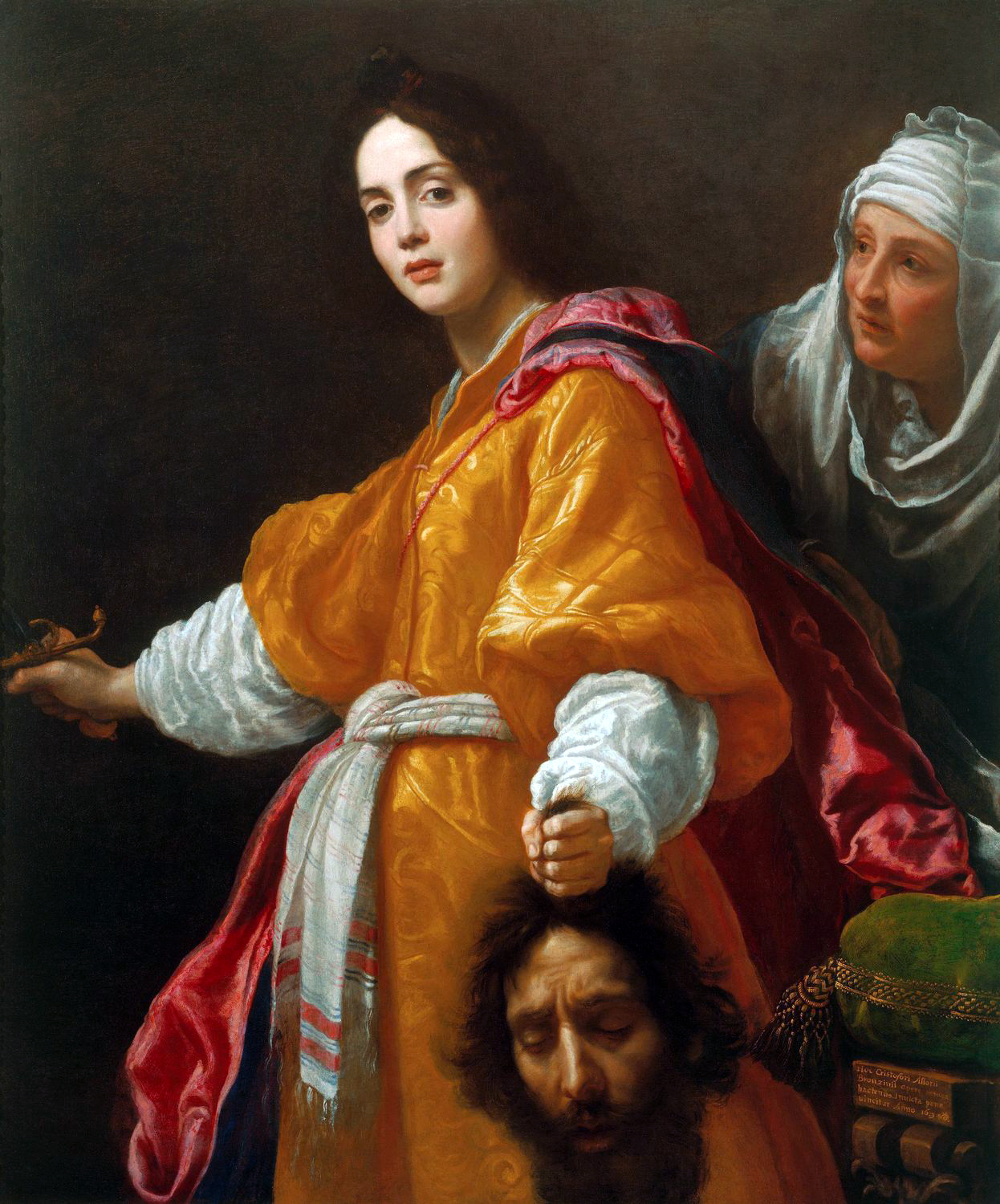
جودیت و سر هولوفرنس